# 阿拉善马先蒿阿拉善亚种
阿拉善马先蒿阿拉善亚种（学名：Pedicularis alaschanica sp. alaschanica）为玄参科马先蒿属下的一个亚种。

## 扩展阅读
- 維基物種上的相關：阿拉善马先蒿阿拉善亚种